# Iraq (1968–2003)
Cộng hòa Iraq (1968–2003) kể về lịch sử của Iraq trong khoảng thời gian từ năm 1968 đến 2003, trong thời kỳ Đảng Ba'ath Xã hội chủ nghĩa Ả Rập thống trị. Thời kỳ này bắt đầu với tăng trưởng kinh tế cao và sự thịnh vượng tăng vọt, nhưng kết thúc với việc Iraq phải đối mặt với sự đình trệ xã hội, chính trị và kinh tế. Thu nhập trung bình hàng năm giảm vì một số yếu tố bên ngoài và một số chính sách nội bộ của chính phủ.
Tổng thống Iraq Abdul Rahman Arif và Thủ tướng Iraq Tahir Yahya đã bị lật đổ trong cuộc đảo chính ngày 17 tháng 7 do Ahmed Hassan al-Bakr của Đảng Ba'ath, người trước đây nắm quyền lực vào năm 1963 và được lãnh đạo bởi al -Bakr, thủ lĩnh của nó và Saddam Hussein. Saddam năm chức vụ của mình như là người đứng đầu trên thực tế của các cơ quan tình báo của đảng, và cuối cùng trở thành lãnh đạo thực tế của đất nước vào giữa những năm 1970, và trở thành lãnh đạo trên danh nghĩa vào năm 1979 khi ông kế nhiệm al-Bakr trong chức vụ Tổng thống. Trong thời kỳ al-Bakr nắm quyền theo luật, nền kinh tế của đất nước phát triển, và đứng Iraq trong thế giới Ả Rập tăng lên. Tuy nhiên, một số yếu tố nội bộ đang đe dọa sự ổn định của đất nước, trong số đó có xung đột với Iran và phe phái trong cộng đồng Hồi giáo Shia của Iraq. Một vấn đề bên ngoài là xung đột biên giới với Iran, đã trở thành một phần của cuộc chiến tranh giữa Iraq và Iran
Saddam trở thành Tổng thống Iraq, đồng thời là Chủ tịch Hội đồng Chỉ huy Cách mạng, Thủ tướng và Tổng thư ký Bộ Tư lệnh khu vực của Đảng Ba'ath năm 1979, trong làn sóng phản đối chính phủ ở Iraq do Shias lãnh đạo. Đảng Ba'ath, có bản chất thế tục chính thức, đã đàn áp mạnh mẽ các cuộc biểu tình. Một thay đổi chính sách khác là chính sách đối ngoại của Iraq đối với Iran, một quốc gia Hồi giáo Shia. Mối quan hệ xấu đi cuối cùng đã dẫn đến Chiến tranh Iran - Iraq, bắt đầu vào năm 1980 khi Iraq phát động một cuộc xâm lược toàn diện vào Iran. Sau cuộc cách mạng Iran năm 1979, người Iraq tin rằng người Iran yếu đuối, và do đó là mục tiêu dễ dàng cho quân đội của họ. Khái niệm này đã được chứng minh là không chính xác, và cuộc chiến kéo dài trong tám năm. Nền kinh tế của Iraq suy thoái trong chiến tranh, và đất nước trở nên phụ thuộc vào sự đóng góp của nước ngoài để tài trợ cho nỗ lực chiến tranh của họ. Chiến tranh kết thúc trong bế tắc khi ngừng bắn vào năm 1988, dẫn đến tình trạng hiện tại.
Khi chiến tranh kết thúc, Iraq rơi vào tình trạng suy thoái kinh tế, nợ nước ngoài hàng triệu đô la và không thể trả nợ cho các chủ nợ. Kuwait, nước đã cố tình tăng sản lượng dầu sau chiến tranh, làm giảm giá dầu quốc tế, càng làm suy yếu nền kinh tế Iraq. Đáp lại điều này, Saddam đe dọa Kuwait rằng, nếu như nước này không giảm sản lượng dầu, Iraq sẽ xua quân xâm chiếm. Các cuộc đàm phán đã bị phá vỡ, và vào ngày 2 tháng 8 năm 1990, Iraq đã phát động một cuộc xâm lược Kuwait. Kết quả quốc tế đã dẫn đến Chiến tranh vùng Vịnh mà làm cho quân đội Iraq bị đẩy lùi và thua trận. Liên Hợp Quốc đã khởi xướng các biện pháp trừng phạt kinh tế trong hậu quả của cuộc chiến để làm suy yếu chế độ của Saddam Hussein. Các điều kiện kinh tế của đất nước trở nên tồi tệ trong những năm 1990, và vào đầu thế kỷ 21, nền kinh tế của Iraq bắt đầu tăng trưởng trở lại khi một số quốc gia bỏ qua các lệnh trừng phạt của Liên Hợp Quốc. Sau hậu quả của các cuộc tấn công ngày 11 tháng 9 năm 2001, Hoa Kỳ đã khởi xướng " Chiến tranh toàn cầu chống khủng bố " và gán cho Iraq là một phần của " Trục ma quỷ ". Năm 2003, Mỹ và các lực lượng liên minh đã xâm chiếm Iraq và chế độ của Saddam Hussein đã sụp chưa đầy một tháng sau đó. Bản thân Saddam bị phế truất và bị đem ra xử trong một phiên tòa do chính quyền thân Mỹ thành lập, nơi mà ông nhận bản án tử hình.